# クロバナヒキオコシ
クロバナヒキオコシ（黒花引起し、学名：Isodon trichocarpus）は、シソ科ヤマハッカ属の多年草。

## 特徴
高さは50-150cmになり、茎は4角になり、稜には下向きの細毛がある。葉は対生し、3角状広卵形で、長さ6-15cm、幅3-7.5cmになり、先端は鋭くとがり、基部は広いくさび形に狭まり葉柄の翼となって流れる。葉は薄く、縁には鋸歯があり、表面に毛がまばらに生え、裏面の葉脈上に短い圧毛と腺点がある。
花期は8-9月。茎の上部の葉腋から集散花序を出し、それが集まって大型の円錐花序になり、多数の花をつける。花冠は長さ5-6mmになる暗紫色の唇形。萼は5裂して細毛があり、花時には長さ2.5mm、果時には3-3.5mmになる。果実は倒卵形になる分果で、長さ1.5mmになり、分果の先に短い白毛がある。

## 分布と生育環境
北海道および本州の近畿地方以北の日本海側に分布し、深山の林縁の草地に生育する。

## 名前の由来
「ヒキオコシ」（引起し）の名の由来は、弘法大師が病で倒れた旅人にこの草を煎じて飲ませたところ、その病人が起き上がったという伝説からくる。同属にヒキオコシ I. japonicus がある。また、「クロバナ」は花の色による。
種小名 trichocarpus は「有毛果実」の意味。

## 利用
同属のヒキオコシと同様に、薬草として利用される。
昭和57年、京都大学化学研究所により、クロバナヒキオコシから新種の抗がん物質が発見されトリコラブダールと名付けられた。

## ギャラリー

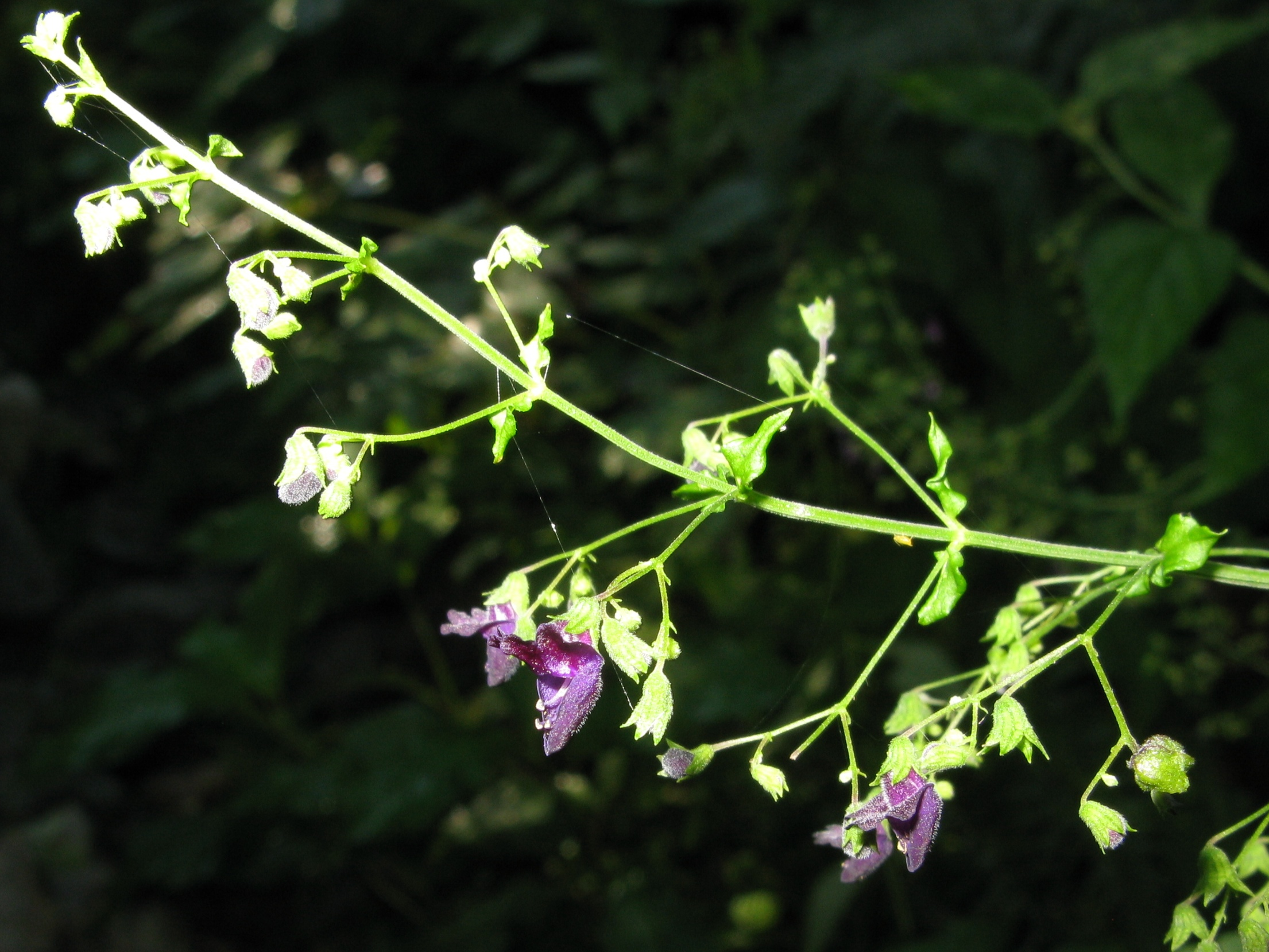
花冠